# Estación Temuco
La Estación Temuco es una estación de ferrocarriles ubicada en la comuna chilena de Temuco, capital de la Región de la Araucanía, inaugurada en 1893 y que es parte del Longitudinal Sur. Su construcción fue parte de las obras del ferrocarril entre Victoria y Pitrufquén.
Fue cabecera del ramal Temuco-Carahue, y actualmente es estación terminal de los servicios Victoria-Temuco y Temuco-Pitrufquén.

## Historia

### SigloXIX

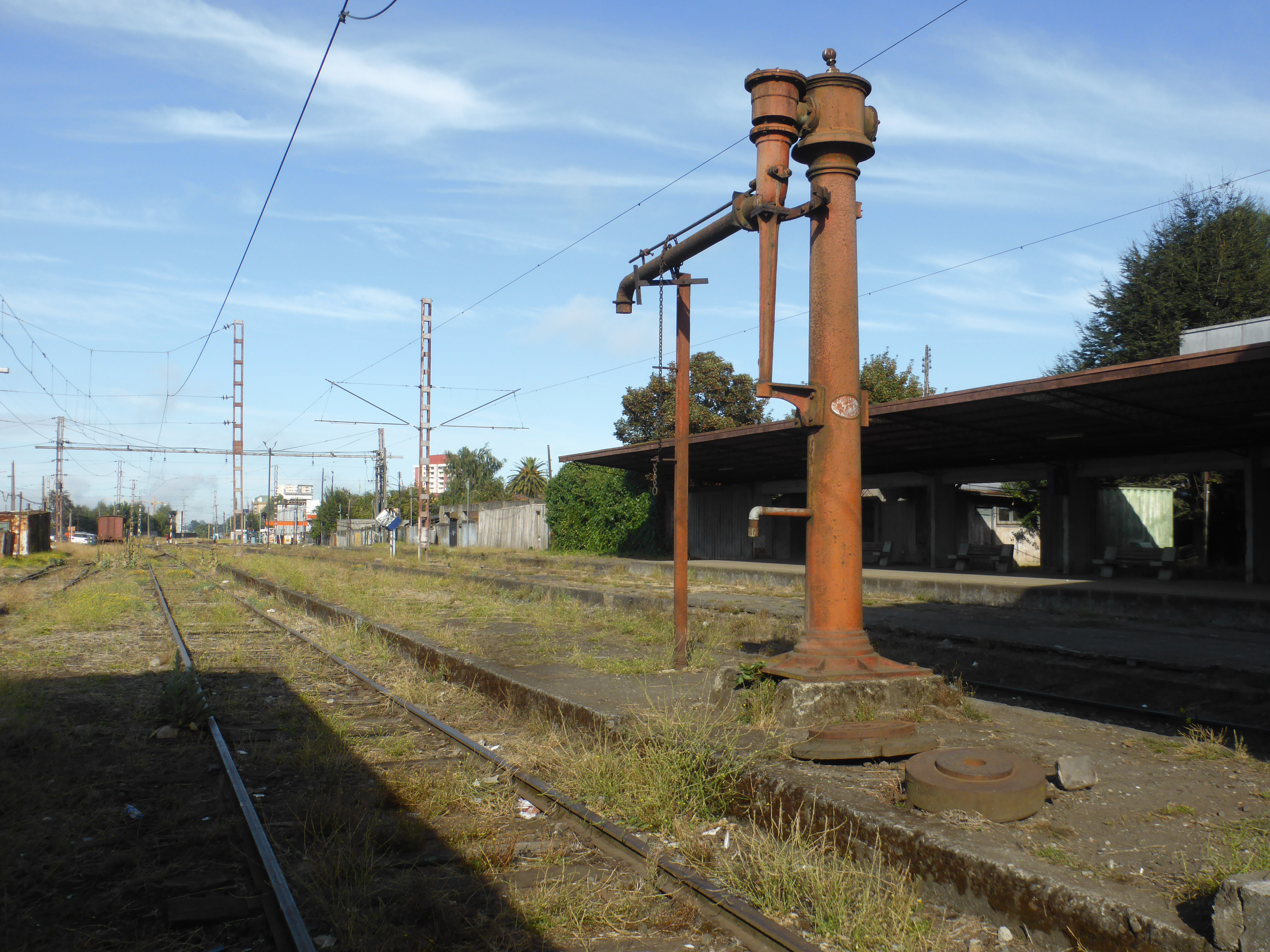
Caballo de agua fabricado en 1885 (2020).

Con la extensión del ferrocarril desde la ciudad de Santiago hacia el sur, el gobierno del presidente José Manuel Balmaceda planifica la extensión del ferrocarril desde la localidad de Victoria —donde el ferrocarril ya había llegado en 1890— hasta la ciudad de Osorno —que ya tenía en obras un ferrocarril que la conectase con la ciudad de Valdivia—, donde se contrató a la North and South American Company para encargarse de la construcción. Una sección de estas obras, de Victoria hasta el río Toltén, fue subdivida para realizar los trabajos desde Victoria hasta Temuco. Los trabajos de construcción de este tramo del Longitudinal Sur ya había comenzado para inicios de 1889; sin embargo, en junio de 1890 la North and South American Company se declara en bancarrota, por lo que el gobierno asume los trabajos de construcción que demandan la reorganización de todo el proyecto, que delega las obras en su totalidad a la empresa Albarracín y Urrutia. Los trabajos son designados en julio, siendo dividido el tramo de Victoria a Temuco en tres partes: Victoria-río Perquenco, río Perquenco-Curaco y Curaco-Temuco. Esta última sección quedó a cargo del ingeniero M. Mayaud, sin embargo en septiembre del mismo año fue reemplazado por Evaristo Sainte-Anne.
Sin embargo, guerra civil de 1891 ocurrida en chile provoca que los trabajos de construcción fueran paralizados en abril de ese año, pero en octubre son reasignados en su totalidad. Para enero de 1892 Los trabajos siguen asignados a la empresa Albarracín y Urrutia, y la construcción de las vías desde Perquenco a Temuco es delegada a Gustave Verniory, equivalente a unos 45 km de vías. Durante todo ese año, Vermiory es presionado para que las vías del ferrocarril lleguen a Temuco; el 31 de diciembre a medianoche el último riel queda colocado en la estación. La estación es inaugura el 1 de enero de 1893 con la presencia de autoridades e invitados, la ceremonia oficial incluye la colocación del último clavo en un durmiente y un banquete en el edificio de la intendencia. Sin embargo, las obras no se hallaban terminadas, ya que quedaban sin culminar obras de arte, infraestructura propia de las vías y obra gruesa de la estación. En junio de 1894 las fundaciones de la maestranza de Temuco están listas para iniciar las obras de construcción que terminan en septiembre Las obras de Verniory son terminadas en enero de 1895 y el tramo del ferrocarril Victoria-Temuco —y la estación de Temuco— es traspasado a la Empresa de los Ferrocarriles del Estado en mayo de 1895.

### SigloXX

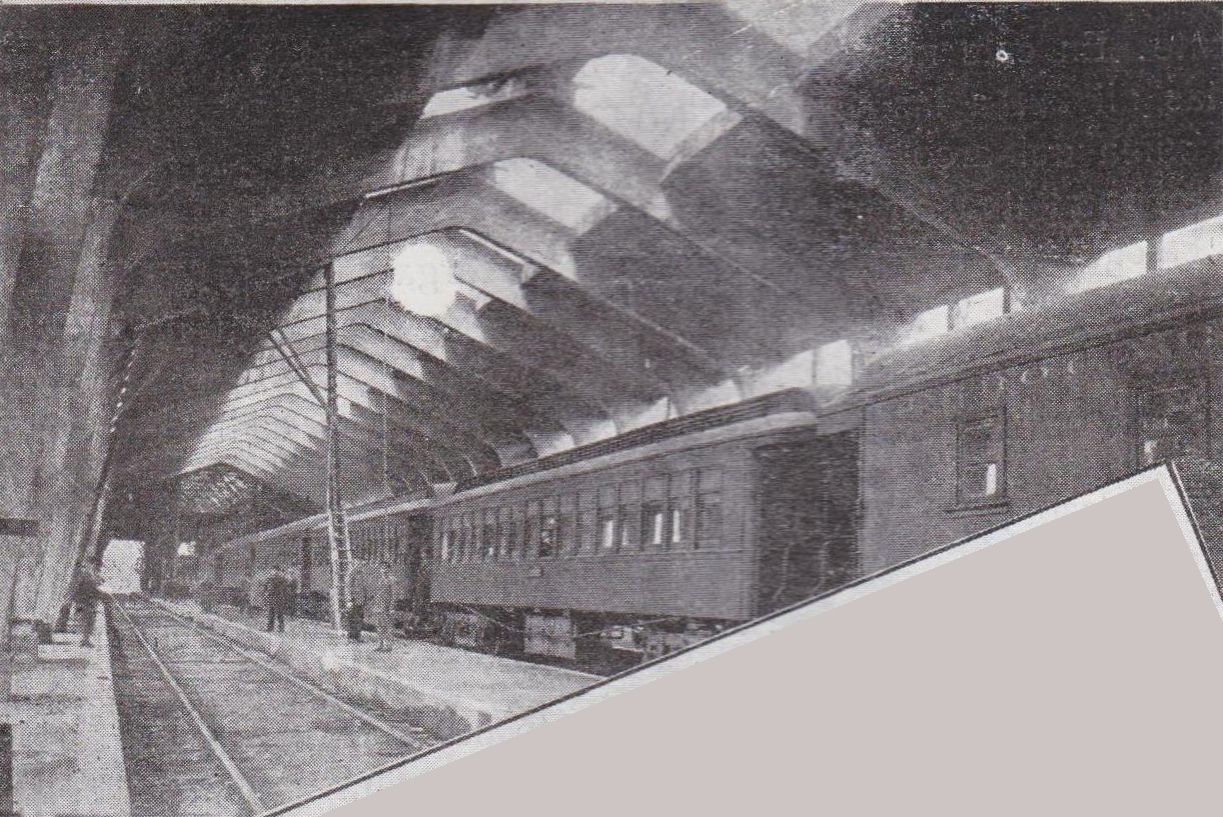
Andenes de la estación cubiertos por un techo de hormigón (c. 1929).

Con el inicio del siglo XX, empiezan las demandas por la construcción de un ramal hacia la costa —el ramal Temuco-Carahue—, y es el 5 de diciembre de 1900 que Pedro Alessandri se adjudica la licitación de las obras de construcción del ramal que se extendió hasta Carahue. Ya el 5 de agosto de 1902 el tren llegaba hasta Nueva Imperial; y el 30 de julio de 1909 llega hasta la ciudad de Carahue.
Debido al aumento en el traslado de madera procedente de aserraderos, en octubre de 1905 se adquiere un terreno dedicado a almacenamiento. En 1920 se construye en los terrenos de la maestranza la primera casa de máquinas de la estación que tenía una capacidad de almacenamiento de 25 locomotoras, además de talleres dedicados a la mantención de estas.
El galpón de concreto que cubre a los andenes fue finalizado de construir en 1930, y es similar a los de las estaciones de Rancagua y Talca.
Ya para 1945 se construye la actual casa de máquinas, así como la carbonera. En 1955 se construye la actual maestranza y su patio de maniobras; este crecimiento en la infraestructura de la maestranza se debió a la alta demanda de mantenimiento de las máquinas que prestaban servicios en los ferrocarriles de la zona sur del país. El 14 de agosto de 1968 fue inaugurado un nuevo edificio para la estación de pasajeros.
En el acceso norte al patio estación se encuentra la Casa de Máquinas de Temuco. En 1989 la casa de máquinas, tres caballos de agua y planta elevadora de carbón son declarados monumentos históricos. Subsecuentemente se han añadido terrenos e inmobiliario a la declaración.

### SigloXXI

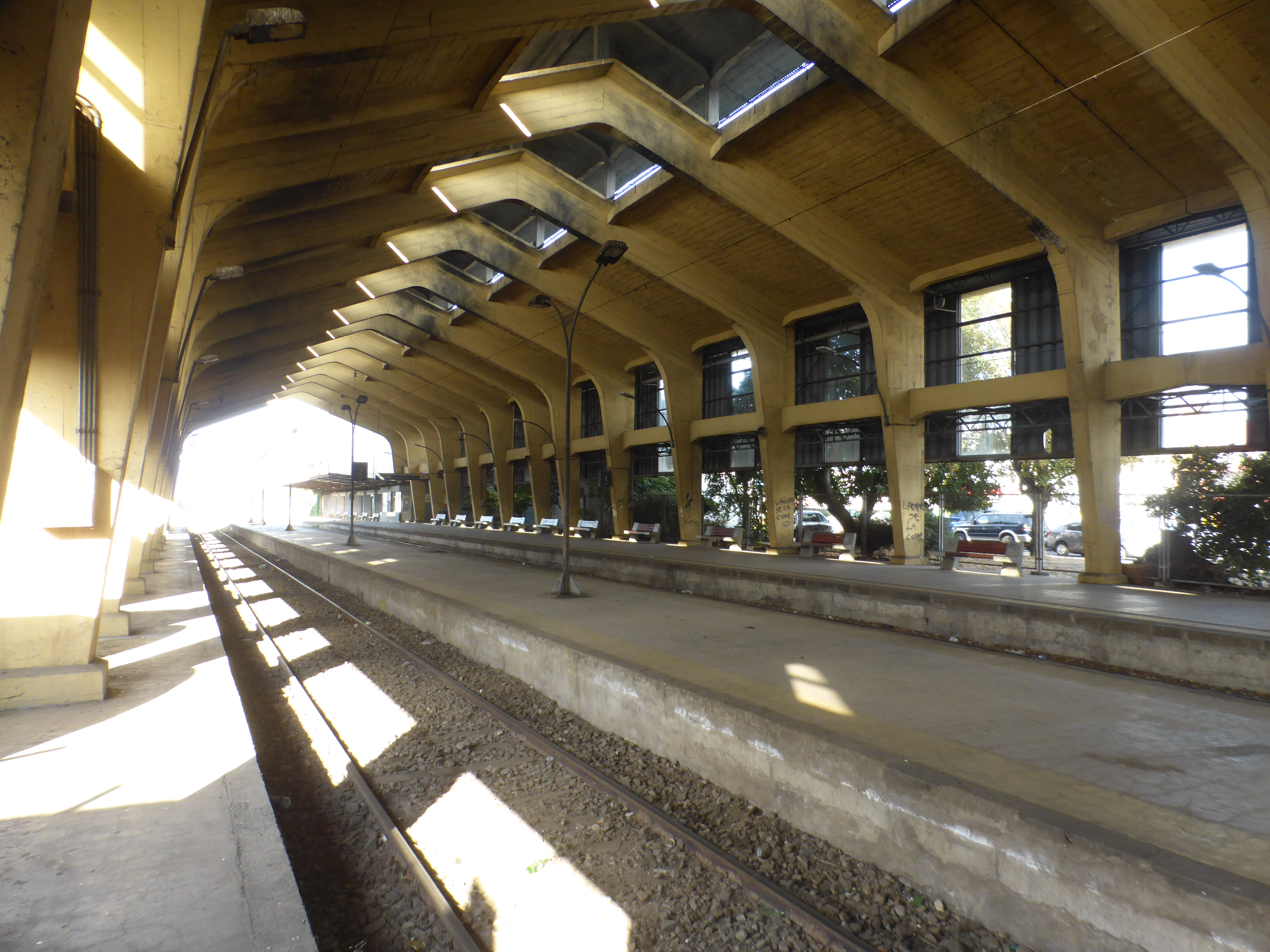
Andenes de la estación (2020).

El edificio de la estación fue remodelado el 1 de diciembre de 2003 para la inauguración del servicio TerraSur Temuco.
Desde el año 2004, se encuentra el Museo Ferroviario Pablo Neruda, donde se cuenta la relación entre el poeta y el ferrocarril. El ramal hacia Carahue finalizó sus servicios en el año 2000, y en 2005 se dio la autorización a la Empresa de los Ferrocarriles del Estado para levantar las vías. La remoción terminó en 2006, y para 2008 se inauguró el primer tramo de la ciclovía Temuco-Labranza que utilizó el terraplén de las vías.
Desde 2014, la estación Temuco es parte de la Ruta Patrimonial Huellas de Pablo Neruda.
El 31 de septiembre de 2017, el presidente del directorio de Fesur, Alejando Tudela, aprobó el estudio de ingeniería de un proyecto ferroviario que tiene la intención de conectar a la ciudad de Temuco con la comuna de Gorbea.
En 2019, el presidente Sebastián Piñera anunció el programa «Chile sobre Rieles», carpeta de proyectos que incluye el Metrotren Araucanía, un proyecto de rehabilitación de las vías férreas y estaciones, que en su primera etapa conectaría esta estación con la de Padre las Casas; y la segunda etapa del proyecto se extendería hasta estación Gorbea, incluyendo una nueva estación en Padre Las Casas 2. El proyecto del Metrotrén Araucanía se construirá en dos etapas, siendo la primera entre Temuco y estación Padre Las Casas 2.
En junio de 2021, con los anuncios de los trabajos del servicio, se anunció que al norte de la estación de Temuco se construirán dos nuevas estaciones, Vista Volcán y Huérfanos, por lo que la estación Temuco dejará de ser cabezal de este servicio y pasaría a ser solo la estación intermodal con el Tren Victoria-Temuco.
En el espíritu de los Juegos Panamericanos de 2023, el 11 de octubre de 2023 la antorcha de los Juegos tuvo un tramo de su trayecto entre el Museo Nacional Ferroviario Pablo Neruda y esta estación, que fue recorrido utilizando una locomotora a vapor.
En marzo de 2024 se anunció el estudio de prefactibilidad de la construcción de una línea férrea entre Temuco y Labranza.

## Infraestructura

### Estación

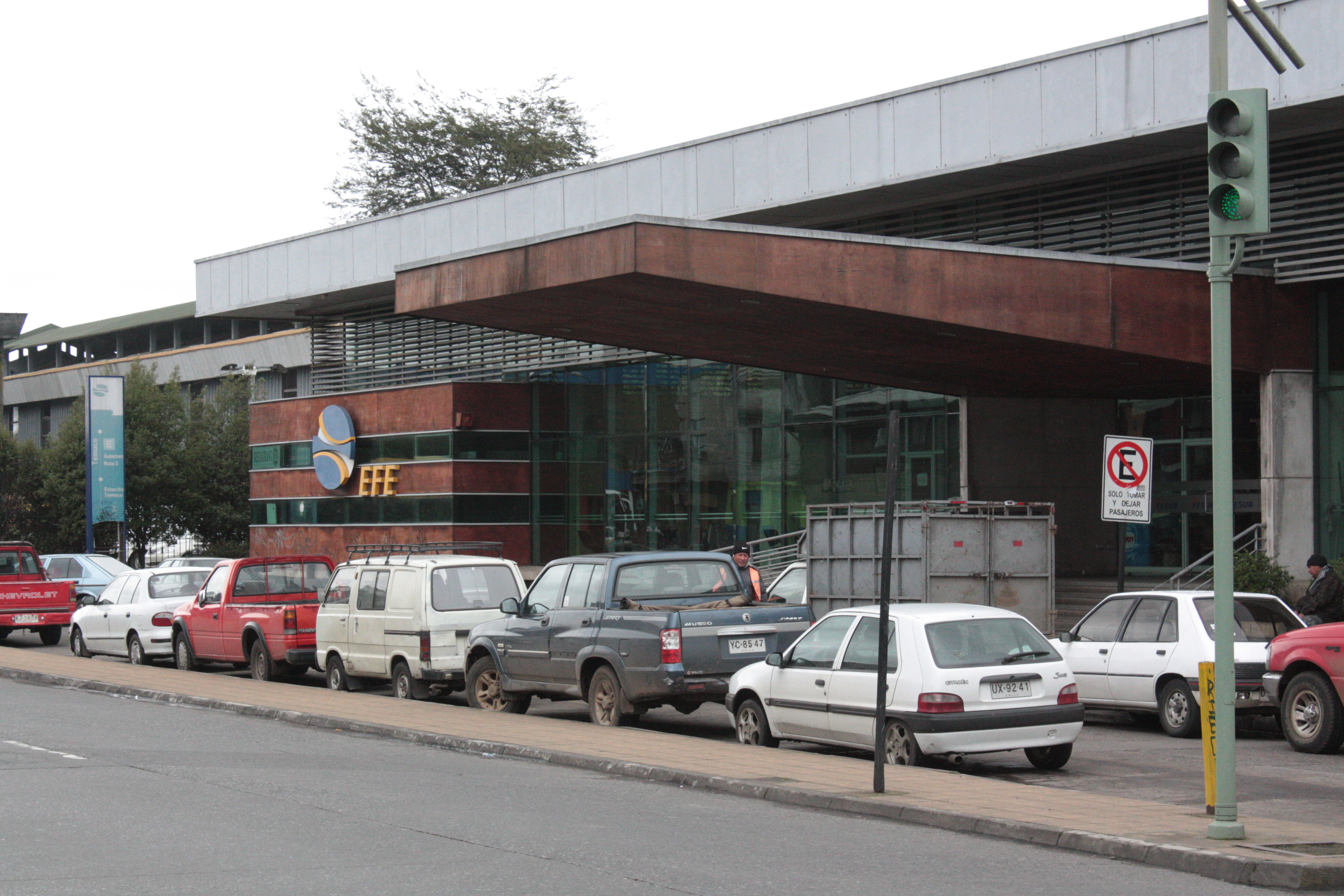
Entrada principal al edificio de la estación (2011).

La estación original es inaugurada 1893, posteriormente se construye una segunda versión de la estación junto con su actual y una primera nave que cubre a los andenes en 1912. El edificio de la estación resultó prácticamente destruido luego del terremoto de Valdivia de 1960. La última mayor remodelación que recibió la estación fue en 2003.

### Maestranza
La Casa de Máquinas de Temuco se origina a inicios del siglo XX, donde se construye un espacio ferroviario estableciendo en el recinto una casa de máquinas apta para alojar un número importante de locomotoras y vagones.

### Planta elevadora de carbón
La planta elevadora de carbón o «carbonera», tenía una capacidad de 6300 metros cuadrados de carbón, y podía contener unas 3000 toneladas de carbón piedra. Comenzó a funcionar en el año 1935, y era operada por tres trabajadores. Se abastecía a través de trenes que viajaban desde las minas de Lota, Schwager y Curanilahue.
Una vez que el carbón era depositado en su interior, el mismo se elevaba a casi cuarenta metros, altura desde la cual, el carbón se dejaba caer sobre el tender de las locomotoras estacionadas bajo la estructura de concreto. Era capaz de abastecer hasta tres locomotoras de forma simultánea, gracias a las características técnicas que poseía y a la habilidad de sus operarios.
|                                  |
| Cubierta de la Casa de Máquinas. |

|                             |
| Planta elevadora de carbón. |

|                  |
| Semáforo férreo. |

|                   |
| Casa de Máquinas. |

### Arte
El 15 de diciembre de 2021 se inaugura en la estación un mural mosaico construido por la Fundación Mil Palabras y el Taller Tierra Roja; todo esto dentro del programa «Ferroviarte: un mural para la memoria».
|                            |
| Mosaico inaugurado en 2021 |

|                                 |
| Mosaico del antiguo logo de EFE |

## Servicios
En el pasado fue punto de inicio de diversos trenes que se dirigían a los ramales de la región, como Freire-Cunco, Temuco-Carahue, Freire-Toltén, Loncoche-Villarrica, Púa-Lonquimay, Púa-Traiguén, Cajón-Cherquenco. Además de la atención al ferrocarril Longitudinal Sur, hacia y desde Santiago, y el gran tráfico de carga, que se demuestra en los enormes patios que posee el recinto.[cita requerida]

### Anteriores
- Servicios ferroviarios que recorrían el Longitudinal Sur, como fue el Flecha del Sur.
- Cabecera del ramal Ramal Temuco-Carahue.

### Actuales
La estación es parte del recorrido del Tren turístico de La Araucanía.
La estación también es terminal del servicio de larga distancia Tren Alameda-Temuco que por lo general corre en fechas estivales con mayor demanda. En 2021 el presidente de EFE, Pedro Pablo Errázuriz, señaló que existen intenciones de reactivar este servicio como un tren nocturno para 2024-2025.
Con el inicio de las actividades de la estación Cajón y paradero Padre Las Casas en 2023, se han implementado servicios particulares que cubren esta estación. Además de los servicios estándar del Tren Victoria-Temuco, existen cuatro variaciones diarias del Tren Temuco-Pitrufquén que circulan por la estación; con dirección a la estación Pitrufquén, existe un servicio Cajón-Temuco-Padre Las Casas, uno solo Cajón-Temuco, y uno Cajón más la ruta normal del tren Temuco-Pitrufquén; además de un cuarto servicio con dirección Victoria que cubre Padre Las Casas-Temuco-Cajón.

### Futuro
Se tiene proyectado que el Tren Temuco-Pitrufquén se extienda por el sur hasta la estación Gorbea. Se anunció que para 2024 iniciará el proceso de contratación para recuperar la infraestructura ferroviaria hasta Gorbea.
En marzo de 2024 se señala que está en proceso el proyecto de estudio para la extensión del servicio hasta la estación Labranza, siguiendo el antiguo trazado del ramal Temuco-Carahue.